# Melanoleuca albifolia
Melanoleuca albifolia är en svampart som beskrevs av Boekhout 1988. Melanoleuca albifolia ingår i släktet Melanoleuca och familjen Tricholomataceae.   Inga underarter finns listade i Catalogue of Life.